# Лю Ян (гимнаст)
Лю Ян (кит. трад. 劉洋, упр. 刘洋, пиньинь Liú Yáng; род. 11 августа 1994, Аньшань, Ляонин) — китайский гимнаст, двукратный чемпион летних Олимпийских игр 2020 и 2024 годов в упражнении на кольцах, трёхкратный чемпион мира.

## Спортивная карьера
Лю начал заниматься гимнастикой в возрасте пяти лет.
На чемпионате мира 2014 года в Наньнине Лю Ян в составе команды Китая завоевал золотую медаль в многоборье. В личном зачете он завоевал золотую медаль на кольцах.
На чемпионате мира 2015 года завоевал две бронзовые медали в командном многоборье и в упражнениях на кольцах.
Лю представлял Китай на летних Олимпийских играх 2016 года в Бразилии. В составе команды он завоевал бронзовую медаль в многоборье, уступив командам Японии и России. В финале турнира на кольцах финишировал четвёртым.
На чемпионате мира 2017 года Лю завоевал бронзовую медаль на кольцах, уступив Элефтериосу Петруниасу и Денису Аблязину.
За счёт дополнительной квоты, которая досталась команде Китая, Лю был включён в состав олимпийской сборной по гимнастике для участия в Играх в Токио. На Олимпийских играх 2020 года Лю завоевал золотую медаль на кольцах с результатом 15,500.
На чемпионате мира 2023 года Лю завоевал золото на кольцах и серебро в составе мужской команды по многоборью.
На летних Олимпийских играх в Париже Лю Ян завоевал две олимпийские медали, одна из которых золотая, став чемпионом во второй раз подряд в упражнениях на кольцах. В составе команды Китая стал серебряным призёром в многоборье.